# Barranco del Infierno

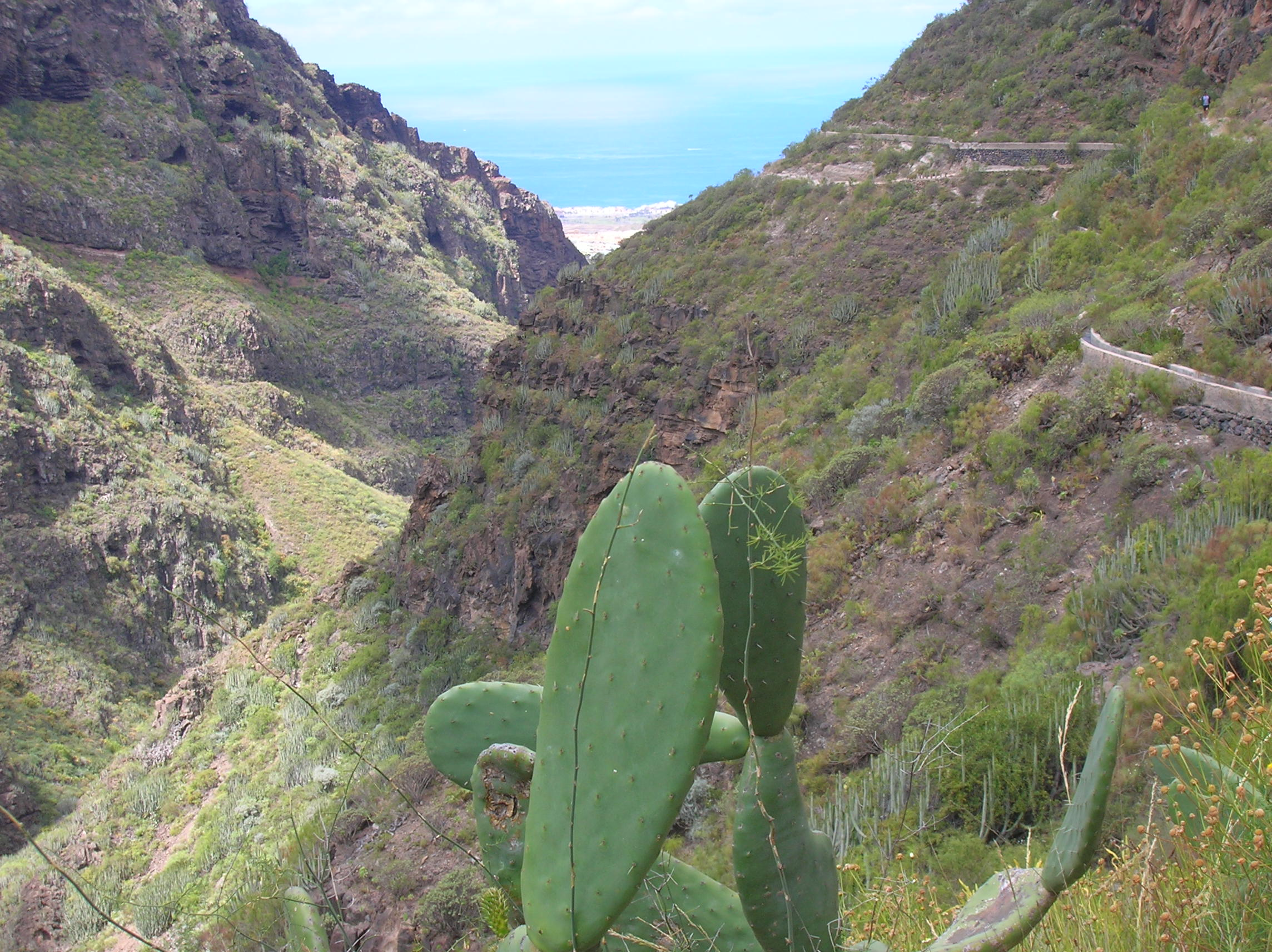
Barranco del Infierno

Barranco del Infierno (tłum. piekielny wąwóz) – wąwóz w Hiszpanii, na Teneryfie, rozpoczynający się na terenie miasta Adeje.
Ten popularny szlak turystyczny prowadzi do najwyższego wodospadu na Teneryfie. Dla zapewnienia bezpieczeństwa i ochrony przyrody dostęp jest ograniczony, płatne bilety wstępu należy zarezerwować online z min. jednodniowym wyprzedzeniem.
Obszar ma duże znaczenie archeologiczne, ponieważ znajdują się tam setki jaskiń, w których zamieszkiwali Guanczowie.
Szlak został zamknięty w 2009 z powodu śmiertelnego wypadku. Ponownie otwarto go w 2015. Obecnie każdy odwiedzający otrzymuje na początku szlaku kask, który należy mieć nałożonym.

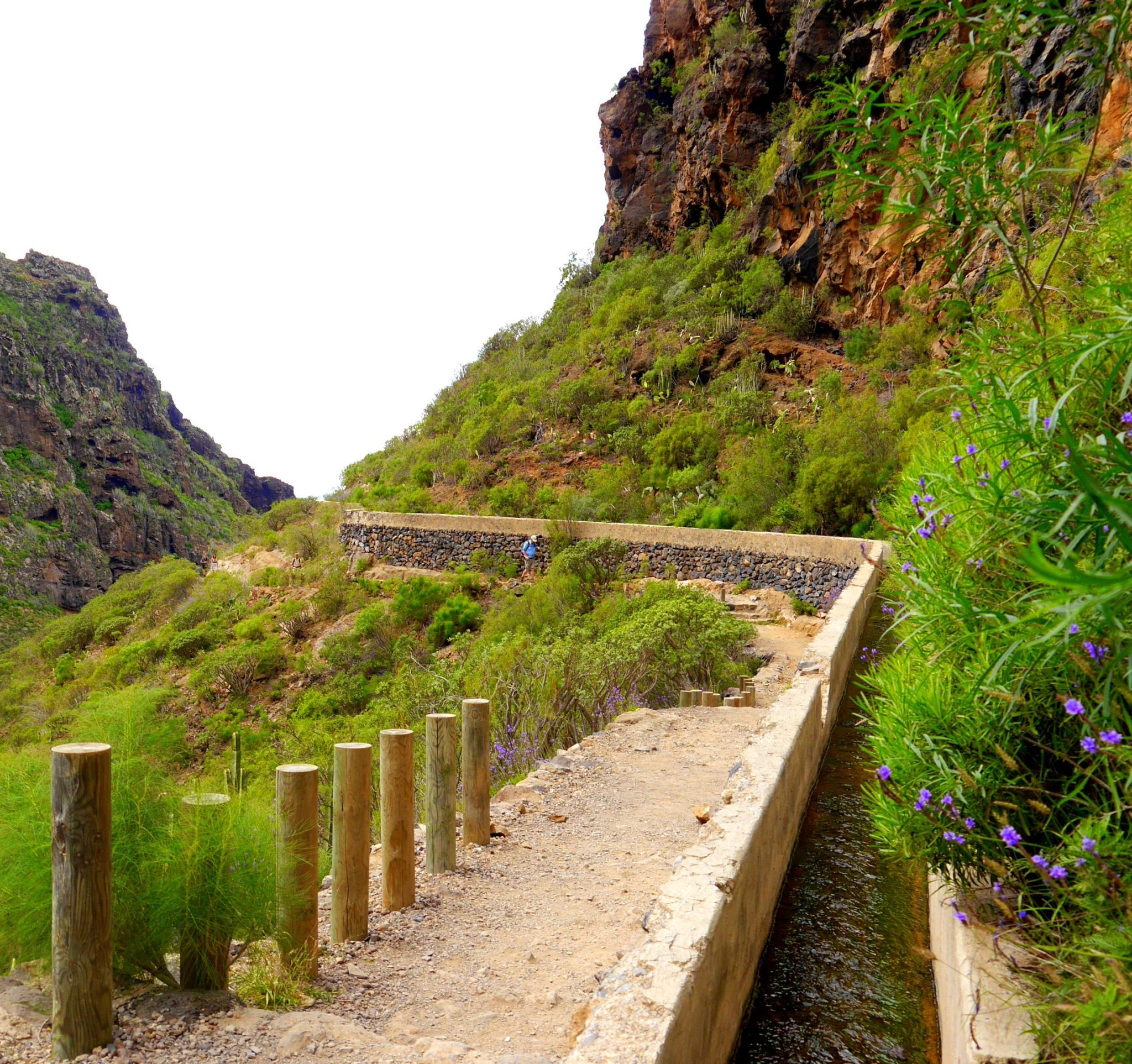
Szlak – pierwsza część
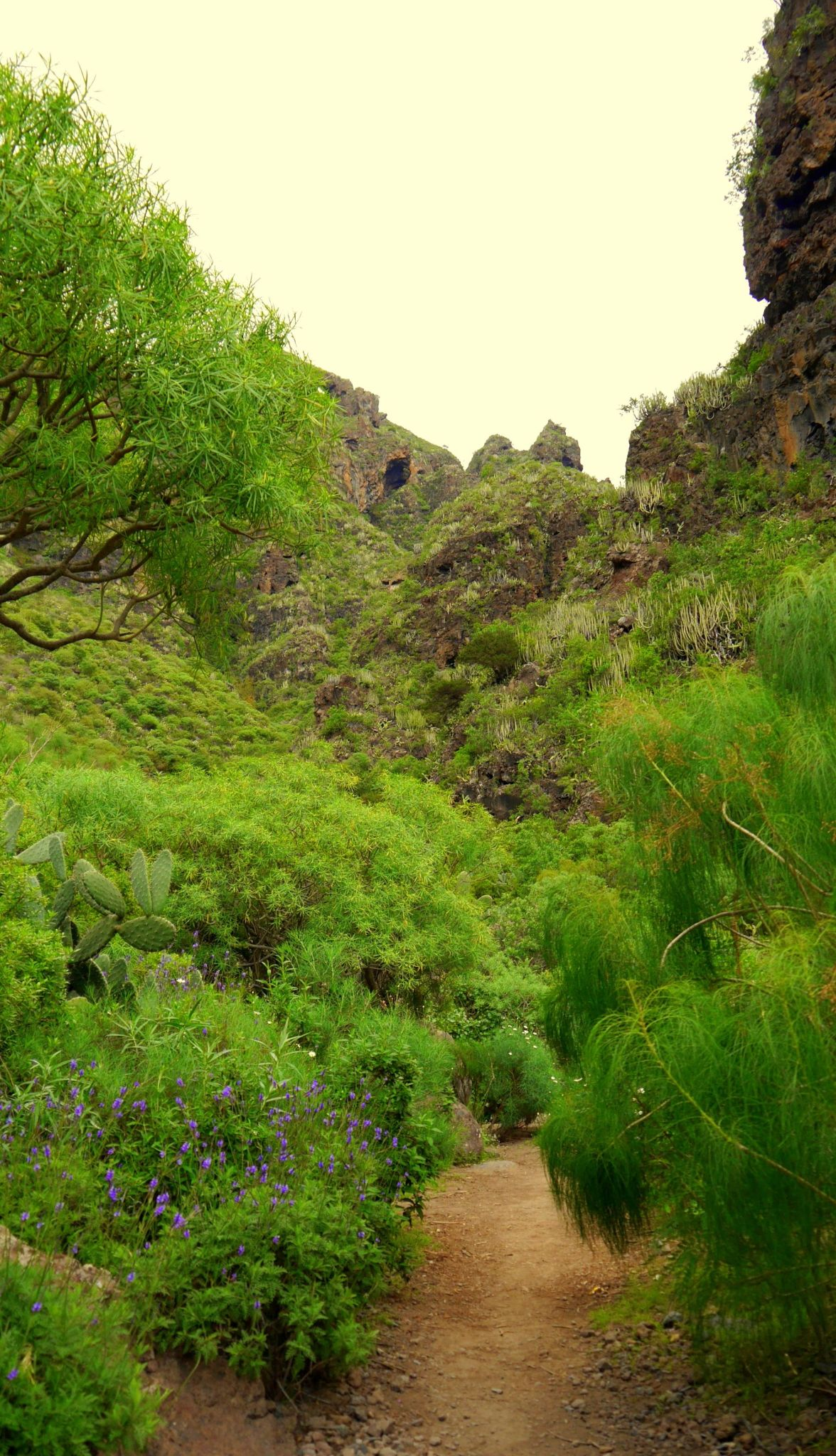
Szlak – druga część
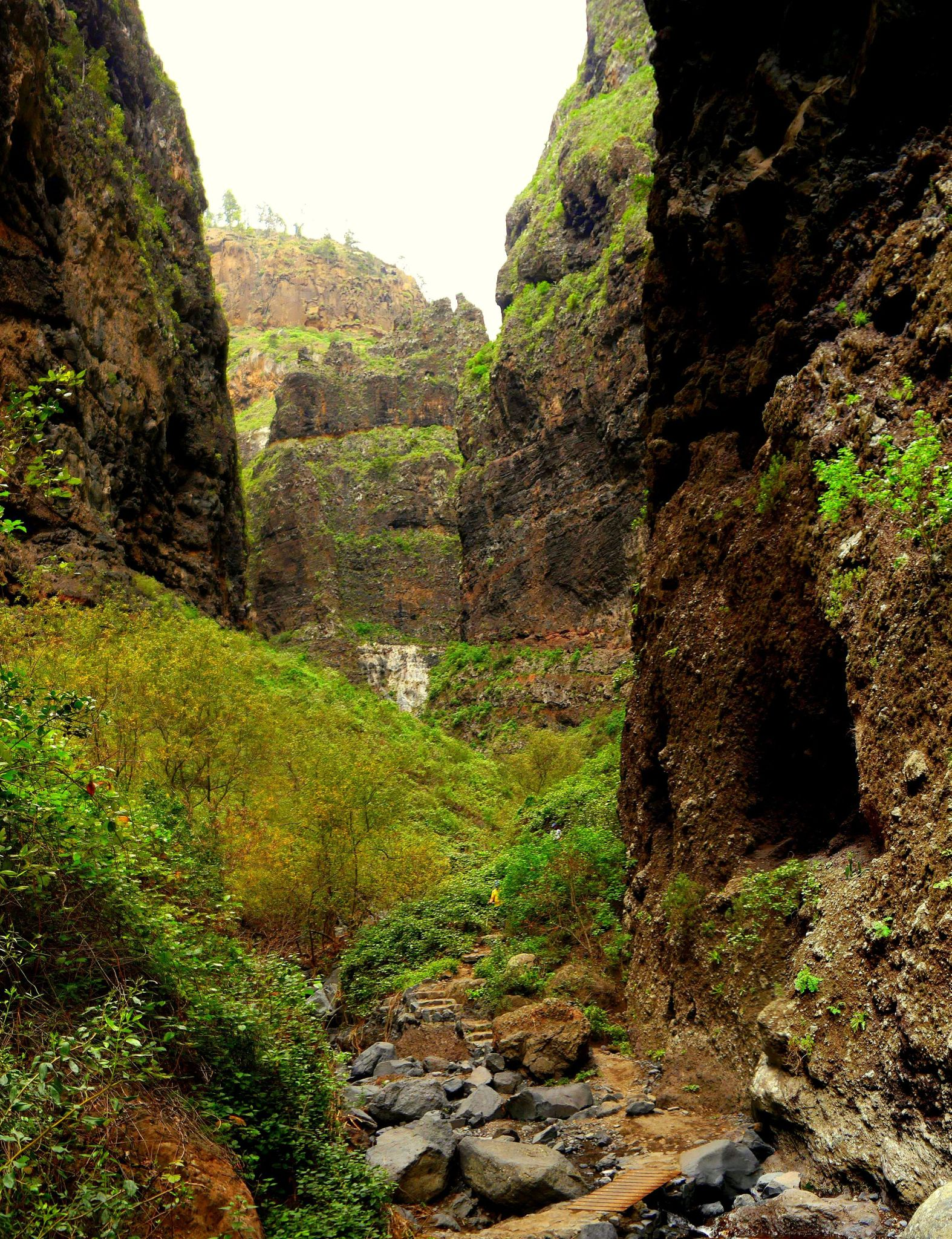
Szlak – trzecia część
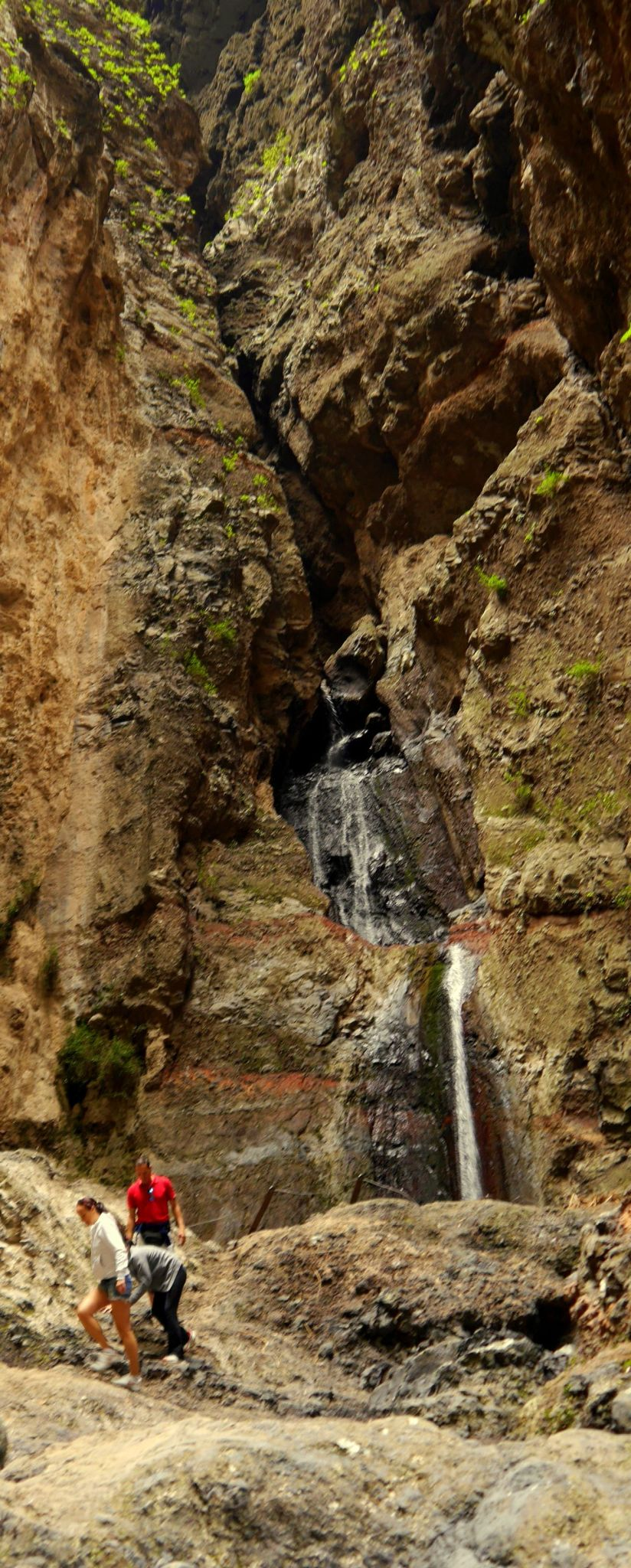
Wodospad